# سقوط رؤیا: طولانی‌ترین سفر
سقوط رؤیا: طولانی‌ترین سفر (به انگلیسی: Dreamfall: The Longest Journey) یک بازی ویدئویی ماجراجویی است که توسط شرکت نروژی فانکام برای پلت‌فرم‌های مایکروسافت ویندوز و ایکس‌باکس در تاریخ ۱۷ آوریل ۲۰۰۶ عرضه شد. این بازی ادامهٔ بازی قبلی فان‌کام به عنوان طولانی‌ترین سفر است و ده سال پس از ماجراهای بازی نخست می‌کذرد. در ۱ مارس ۲۰۰۷، یک دنبالهٔ اپیزودی با نام فصل‌های سقوط رؤیا اعلام شد، و بیان شده که فان‌کام قصد دارد که سری بازی برخط چندنفره گسترده را در دنیای طولانی‌ترین سفر ایجاد کند.